# اختلال‌های حرکتی گفتار
اختلال‌های حرکتی گفتار (انگلیسی: Motor speech disorders) گروهی از اختلالات گفتاری هستند که توانایی طبیعی بدن در انجام گفتار را به سبب نارسایی‌های مغزی-عصبی مختل می‌کنند. این نارسایی‌ها، سبب می‌شود که فرد مبتلا، نتواند بخش‌های «برنامه‌ریزی»، «کنترل»، «هماهنگ‌سازی» و «اجرا» ی تولید گفتار و تکلم را انجام دهد.
سبب‌شناسی این نارسایی‌ها بر حسب یک‌پارچگی و بی‌نقص بودنِ فعالیت‌های دستگاه ماهیچه‌ای‌اسکلتی انسان، شناختی و عصبی-عضلانی فرد متفاوت است. سخن‌گفتن و تکلم، عملی است که وابسته به افکار و اجرای به‌موقعِ حرکان لب، زبان، آرواره و به جریانِ انداخت هوا در این نواحی است. این نارسایی‌ها می‌توانند ناشی از ضعف در عضلات دهانی (دیس‌آرتری) یا ناتوانی در اجرای حرکات ضروری و مختص به تولید صدا (آپراکسی گفتار یا دیس‌پراکسی کلامی تکاملی) باشند.